# Vaiva Vo
Vaiva Vo es un lugar designado por el censo ubicado en el condado de Pinal en el estado estadounidense de Arizona. En el Censo de 2010 tenía una población de 128 habitantes y una densidad poblacional de 107,2 personas por km².

## Geografía
Vaiva Vo se encuentra ubicado en las coordenadas 32°42′0″N 111°55′37″O / 32.70000, -111.92694. Según la Oficina del Censo de los Estados Unidos, Vaiva Vo tiene una superficie total de 1.19 km², de la cual 1.19 km² corresponden a tierra firme y (0%) 0 km² es agua.

## Demografía
Según el censo de 2010, había 128 personas residiendo en Vaiva Vo. La densidad de población era de 107,2 hab./km². De los 128 habitantes, Vaiva Vo estaba compuesto por el 0% blancos, el 0.78% eran afroamericanos, el 97.66% eran amerindios, el 0% eran asiáticos, el 0% eran isleños del Pacífico, el 0.78% eran de otras razas y el 0.78% pertenecían a dos o más razas. Del total de la población el 0.78% eran hispanos o latinos de cualquier raza.